# Generator (album)
Generator – album grupy punk rockowej Bad Religion wydany 12 marca 1992 roku.

## Lista utworów
| #  | Tytuł piosenki           | Długość | Autor          |
| -- | ------------------------ | ------- | -------------- |
| 01 | "Generator"              | 3:21    | Brett Gurewitz |
| 02 | "Too Much to Ask"        | 2:45    | Greg Graffin   |
| 03 | "No Direction"           | 3:14    | Greg Graffin   |
| 04 | "Tomorrow"               | 1:56    | Greg Graffin   |
| 05 | "Two Babies in the Dark" | 2:25    | Brett Gurewitz |
| 06 | "Heaven Is Falling"      | 2:04    | Brett Gurewitz |
| 07 | "Atomic Garden"          | 3:10    | Brett Gurewitz |
| 08 | "The Answer"             | 3:21    | Greg Graffin   |
| 09 | "Fertile Crescent"       | 2:08    | Greg Graffin   |
| 10 | "Chimaera"               | 2:28    | Greg Graffin   |
| 11 | "Only Entertainment"     | 3:12    | Greg Graffin   |

## Notki
- Album wydany powtórnie w roku 2004. W nowym wydaniu dodano dwie piosenki ("Fertile Crescent" oraz "Heaven Is Falling") umieszczone na końcu albumu. Utwory te zostały nagrane z Pete’em Finestonem na perkusji.

## Twórcy
- Greg Graffin - śpiew
- Mr. Brett – gitary
- Greg Hetson – gitary
- Jay Bentley – gitara basowa
- Pete Finestone / Bobby Schayer – perkusja